# Rızapaşa, Söğüt
Rızapaşa là một xã thuộc huyện Söğüt, tỉnh Bilecik, Thổ Nhĩ Kỳ. Dân số thời điểm năm 2011 là 33 người.